# Ожидів-Олесько
Ожи́дів-Оле́сько — проміжна залізнична станція Рівненської дирекції Львівської залізниці на лінії Здолбунів — Красне між станціями Заболотці (13 км) та Красне (16 км).
Розташована у селі Ожидів Золочівського району Львівської області.
Станцію відкрито 1869 року, первісно мала назву Ожидів-Олесько. Електрифіковано станцію 1965 року. З 2000-х років вживався варіант Ожидів. На станції зупиняються лише приміські електропотяги.